# Сексуальна орієнтація

Ґендерні символи, що означають сексуальні орієнтації: гетеросексуальність, гомосексуальність, бісексуальність

Сексуа́льна орієнта́ція — один з п'яти компонентів людської сексуальності, який визначається як постійний емоційний, романтичний, сексуальний чи еротичний (чуттєвий) потяг індивіда до інших індивідів певної статі. Термін одним із перших використав Карл Ульріхс, який вважав її вродженим чинником.
Інші чотири компоненти сексуальності — це біологічна стать (у всій її сукупності — генетична, гонадна, гормональна, зовнішня і внутрішня генітальна стать), гендерна ідентичність (психологічна приналежність до певної статі, не обов'язково збігається з біологічною статтю), сексуальна ідентичність (самоідентифікація з особами тієї або іншої сексуальної орієнтації, не обов'язково збігається з істинною сексуальною орієнтацією) та соціальна ґендерна роль (поведінка в суспільстві, яке відповідає культурним нормам і стереотипам, розпорядчим настановам про ту чи іншу «типово чоловічу» або «типово жіночу» поведінку). 

## Типи сексуальної орієнтації
У сучасній сексології загальноприйнятими вважають чотири типо́ві сексуальні орієнтації:
- гетеросексуальність — потяг тільки й виключно до осіб протилежної статі (гетеросексуальні люди);

- гомосексуальність — потяг тільки й виключно до осіб своєї статі (геї і лесбійки);

- бісексуальність — потяг до осіб як своєї, так і протилежної статі, не обов'язково однаково і не обов'язково одночасно (бісексуали та бісексуалки; див. також пансексуальність);

- амбісексуальність — байдужість до сексуальної приналежності партнера чи партнерки.

## Поняття сексуальної орієнтації
Сексуальна орієнтація як поняття відрізняється від сексуальної поведінки тим, що має стосунок до почуттів і емоцій людини, а не до її дій (поведінки). Людина може і не виявляти свою сексуальну орієнтацію у реальній сексуальній поведінці або сексуальній практиці, або підтримувати чи імітувати сексуальну поведінку, яка не відповідає її реальній сексуальній орієнтації (і взагалі сексуальності).
Сексуальна орієнтація як поняття також відрізняється і від сексуальної ідентичності: сексуальна орієнтація — це те, ким людина «є насправді», її думки, бажання, почуття, емоції, а сексуальна ідентичність — це те, ким людина себе вважає і як вона самовизначається.
Поняття сексуальної орієнтації є відносно новою концепцією для сучасної сексології. Сексологи України вважають, що рішення рівнонормальності прийнято не науковим, а політичним шляхом. Під тиском активістів ЛГБТ світ прийняв поняття сексуальної орієнтації як рівнонормальність, недевіантність і непатологічність, на противагу сексуальній девіації та перверзії. При цьому сама сексуальну орієнтацію розглядають помилково як невідчужувану, ядерну характеристику особистості. Існують різні погляди на те, які чинники формують сексуальну орієнтацію, біологічні або соціальні.
Сексуальні девіації та перверсії — такі, як педофілія, зоофілія або некрофілія — не розглядають як варіанти сексуальної орієнтації, згідно з визначенням сексуальної орієнтації як потягу до тієї чи іншої статі.
Водночас раніше, до введення поняття сексуальної орієнтації та виділення осі гомо/бі/гетеросексуальної (шкала Кінсі), гомосексуальність і бісексуальність  сексологи розглядали саме як сексуальні девіації або перверзії.
Сексуальність слід відрізняти від так званої психосексуальності. Психосексуальність розуміється як перевага на психологічному рівні людей певної статі, без обов'язкового сексуального потягу до них. Так, асексуальність може мати на увазі наявність психосексуального (у вигляді психологічного потягу до певної статі) потягу без наявності статевого потягу.

## Парафілії
Кілька дослідників розглядають парафілії як варіанти сексуальної орієнтації. Вони, проте, зазвичай вважаються непов'язаними із класифікацією потягу за статевою ознакою і тому характеризуються як додаткові ознаки. Необхідно підкреслити, що деякі парафілії настільки сильні, що відтісняють на другий план стать партнера чи партнерки. До цих парафілій належать фетишизм, ексгібіціонізм, зоофілія. У разі педофілії, проте, зазвичай є перевага дітей певної статі.
Сексолог Хані Мілетський стверджує, що зоофілія не може класифікуватися як парафілія і наполягає на введенні нового терміна, що описує сексуальний потяг до тварин (див. зоосексуальність). Посилаючись на ознаки сексуальної орієнтації Франкуера, він підкреслює, що зоофілія задовольняє кожній з цих ознак:
- Хто або що притягує емоційно.
- Про кого або що фантазують.
- З ким або чим вступають в статевий зв'язок.

Крім того, ґрунтуючись на роботі Донофріо, Мілетський, аналогічно шкалі Кінсі, формує шкалу зоосексуальної орієнтації. Точку зору Мілетського частково підтримують деякі інші дослідники зоофілії — наприклад, Андреа Бітз, Мартін Вайнберг і Колін Вільямс.
Американський історик і сексолог Верн Баллан зауважує (у своїй рецензії на книгу Мілетського), що:
"Дослідження на цю тему ведуться поза сферою уваги основних напрямків сексології <…> Багато хто з вже існуючих робіт і вишукувань можуть бути більше розцінені як псевдонаукові, ніж як серйозні дослідження. Що ж до конкретної статистики, то найоб'єктивнішим дослідженням, що показує масштаб явища, найімовірніше, можна вважати лише роботу Кінсі <…> Автор розцінює свою роботу як описову та вказує на її внутрішні недоліки. Виходячи з цього можна зробити висновок, що Мілетський не претендує на будь-яку загальну значущість своєї роботи, почасти тому що вона не виявила будь-небудь істотної відмінності своїх випробуваних від звичайних американців, крім їхніх сексуальних відносин з тваринами, <…> В цілому, це дослідження є переломним і дозволяє нам краще зрозуміти проблему.
Парафілії описуються у Міжнародній класифікації хвороб (МКХ-10) у групі діагнозів F65.
У Міжнародній класифікації хвороб (МКХ-10) прийнятої Всесвітньою організацією охорони здоров'я, сексуальні відносини між людиною і тваринами належать до «розладів сексуальної поведінки» (F65.8). (Клас V — Психічні розлади та розлади поведінки, Розлади особистості та поведінки у зрілому віці, Розлади сексуальної поведінки).